# Ad orientem
Ad orientem (lat. ad orientem solem, „in Richtung der aufgehende Sonne“) bezeichnet in der christlichen Liturgie eine Gebetsrichtung, die speziell vom Zelebranten am Altar eingenommen wird. Gegebenenfalls wird diese Ausrichtung auch ad apsidem oder versus apsidem genannt.

## Geschichtliche Entwicklung
Der Brauch des Betens nach Osten ist in allen christlichen Liturgiefamilien früh bezeugt. Martin Wallraff erklärt, dass dieses Prinzip schon im frühen Christentum galt: „Christen beten nach Osten. Dieser Grundsatz war der gesamten Alten Kirche eine Selbstverständlichkeit. Die Zeugnisse dafür sind räumlich und zeitlich breit gestreut. Nirgends findet sich ein Indiz für Christentum ohne diesen Brauch oder mit dem Brauch einer anderen Gebetsrichtung.“
Dieser Brauch dürfte ab dem 2. Jahrhundert die jüdische Sitte des Betens in Ausrichtung nach Jerusalem abgelöst haben und hatte unterscheidende Funktion zwischen Christen und Juden. Dabei werden die aufgehende Sonne oder der Morgenstern auf den wiederkehrenden Christus gedeutet, während die Juden den kommenden Messias in Jerusalem erwarteten.
In den ersten Jahrhunderten bildete die römische Thron- oder Palastbasilika das Vorbild für den christlichen Kirchenbau. Im Apsisscheitel standen die Kathedra des Bischofs und die halbrunde Priesterbank. Dadurch wurde ein hierarchisches Gegenüber von Priesterschaft und Volk ausgedrückt. Der Altar stand frei in der Apsis und konnte umschritten werden. In den ältesten Kirchen, in Rom und andernorts, lag die Apsis mit dem Altar im Westen; so feierte der Priester oder Bischof die Messe gleichzeitig mit Blick nach Osten und zur Gemeinde (versus populum).
Die Errichtung des Altars am östlichen Ende der Kirche und des Haupteingangs im Westen wurde im Abendland anscheinend zunächst im Fränkischen Reich üblich und im 8. oder 9. Jahrhundert auch in Rom eingeführt.
Wie am Altar der ältesten Kirchen, der im Westen lag, der Zelebrant sich nach Osten wandte, so wandte er sich auch am Altar der Kirchen, die im 9. Jahrhundert gebaut wurden, nach Osten. Jetzt aber stand die Gemeinde hinter ihm: das Gegenüber von Zelebrant und Gemeinde wurde zu einem Beten und Bitten in die gleiche Richtung. Kathedra und Priestersitz wurden aus dem Apsisabschluss weg verschoben, und der Altar wanderte gegen die Ostwand und erhielt im Mittelalter dann Aufbauten mit Retabel und vielfach auch mit Tabernakel.
Auch außerhalb von Rom baute man noch Kirchen mit dem Altar am westlichen Ende und dem Eingang auf der Ostseite, wie in Petershausen bei Konstanz, Bamberg, Augsburg, Obermünster, Regensburg und Hildesheim. Kirchen wurden auch auf keiner Ost-West-Achse gebaut. In seinen Anweisungen auf dem Gebäude und Ausstattung der Kirchen brachte Karl Borromäus, der Erzbischof von Mailand († 1584), eine Vorliebe für die Ostung der Apsis zum Ausdruck, wenn dies nicht möglich sei, könne die Kirche sogar auf einer Nord-Süd-Achse gebaut werden, mit der Apsis im Süden. Außerdem könnte sie im Westen sein, „wo am Hochaltar gewöhnlich die Messe wegen des kirchlichen Ritus von einem Priester mit dem Gesicht gegenüber dem Volk gefeiert wird“.
Im Zuge der im 20. Jahrhundert einsetzenden Liturgischen Bewegung begann man, die Heilige Messe häufiger um einen freistehenden oder Volksaltar (versus populum) zu feiern. Etwa zur gleichen Zeit begann man dem Begriff ad orientem eine Bedeutung zuzuschreiben, die sich nicht mehr unbedingt mit der Himmelsrichtung verband. Früher wurden die meisten Altäre im Petersdom nicht als ad orientem beschrieben, weil sie in verschiedenen Himmelsrichtungen liegen. Der Hauptaltar, an dem die Messe versus populum zelebriert wird, ist fast der einzige, der nach Osten gerichtet ist.
Mit dem Begriff ad orientem wird heute allerdings von manchen Autoren die Zelebrationsrichtung des Priesters bezeichnet, der am Altar mit der Gemeinde hinter ihm steht, unabhängig von der realen Himmelsrichtung. So heißt es: Papst Benedikt XVI. habe ad orientem gefeiert, als er mit Blick nach Westen in der Sixtinischen Kapelle zelebrierte, mit Blick nach Süden in der Paulinischen Kapelle, Papst Franziskus mit Blick nach Norden in der Sebastianskapelle des Petersdoms. In diesem Sinne gebraucht man nunmehr ad orientem und ad apsidem oder versus apsidem („in Richtung der Apsis“) in gleicher Weise.
Das Missale Romanum von Papst Pius V. (1570) und von Papst Johannes XXIII. (1962) verpflichtet den Priester nicht zur Zelebration in einer bestimmten Richtung. Es verwendet den Begriff ad orientem im Sinne von „zum Volk gewandt“ (versus populum): Si altare sit ad orientem, versus populum, celebrans versa facie ad populum, non vertit humeros ad altare, cum dicturus est „Dominus vobiscum“ „Orate, fratres“, „Ite, missa est“, vel daturus benedictionem; sed osculato altari in medio, ibi, expansis et iunctis manibus, ut supra, salutat populum, et dat benedictionem. („Wenn der Altar ad orientem gerichtet ist, zum Volke hin, wendet der Zelebrant, das Gesicht zum Volk hin gewandt, nicht dem Altar den Rücken zu, wenn er spricht Dominus vobiscum, Orate, fratres, Ite, missa est oder wenn er den Segen spendet; sondern, nachdem der Altar in der Mitte geküsst wurde, grüßt er dort, wie oben, mit ausgebreiteten und [dann wieder] gefalteten Händen das Volk und spendet den Segen.“) Die Zelebration mit dem Gesicht zum Volk war offenbar vom Messbuch als Möglichkeit vorgesehen, auch wenn sie nur mancherorts praktiziert wurde. Papst Pius XII. akzeptierte ebenfalls die Zelebration „zum Volk gewandt“ als Möglichkeit, wenn er sagt, dass man einen Tabernakel auf dem Altar so anbringen könne, dass er ein solches Feiern nicht behindere.
Gemäß Sacrosanctum Concilium, der Konstitution des Zweiten Vatikanischen Konzils über die Liturgie, die eine tätige Teilnahme (Participatio actuosa) der Gläubigen an der Eucharistie verlangt und neben dem Opfer- auch deren Mahlcharakter besonders betont hatte, bestimmte Papst Paul VI. in der Grundordnung des Römischen Messbuchs: „Für gewöhnlich soll eine Kirche einen feststehenden, geweihten Altar haben, der frei steht, damit man ihn ohne Schwierigkeiten umschreiten, und an ihm, der Gemeinde zugewandt, die Messe feiern kann.“ Im römischen Ritus ist die Richtung versus populum nicht verpflichtend. In der Regel steht oder sitzt der Zelebrant während des Wortgottesdienstes an der Kathedra oder dem Priestersitz und bei der eucharistischen Liturgie hinter dem Altar. Dies hatte einen nicht geringen Einfluss auf die liturgische Praxis der anglikanischen, der evangelischen und zum Teil der altorientalischen Kirchen, auch wenn dort das Beten „ad orientem“ oder „ad altarem“ weiter vorherrscht.

## Liturgische Bedeutung
Die sogenannte Celebratio versus populum wird von Liturgiewissenschaftlern auf die örtliche – namentlich stadtrömische – Besonderheit der Ausrichtung der Altäre nach Westen zurückbezogen. Derartige Altäre gibt es auch beispielsweise in den Westapsiden der Dome zu Mainz und Worms. Hier bedingte die celebratio ad orientem den Blick des hinter dem Altar stehenden Zelebranten in das Kirchenschiff. Allerdings sei dennoch eine Gleichrichtung mit der Gemeinde intendiert gewesen, die sich ursprünglich mit dem Zelebranten nach Osten gewendet haben soll (conversi ad orientem). Von Liturgiewissenschaftlern wird eingewandt, dass die Vorstellung, die Gläubigen hätten bei der Eucharistiefeier dem Altar den Rücken zugekehrt, nur wenig wahrscheinlich ist.
Martin Luther hatte die Zelebration des Gottesdienstes versus populum (zum Volk gewandt) gefordert. Dies wurde jedoch in der Folgezeit durch die Ausstattung vieler evangelischer Kirchen mit Retabelaltären verhindert. Im Bereich der evangelischen Kirche in Deutschland ist die Gebetsrichtung zum Altar besonders in evangelisch-lutherischen Gemeinden üblich. Gelegentlich findet sich die Stellung hinter dem Altar, häufiger die Position des Liturgen vor dem Altar zur Gemeinde gewandt. Dies hat nicht nur den Nachteil, dass die ausgeprägt sakrale Ausstattung des Altars mit Kerzen, Blumen und Altarbibel mit der Nutzung als „Hintergrundbild“ kontrastiert. Sie hindert auch den Liturgen, der die gottesdienstlichen Texte in der Hand hält, am Einsatz der Gestik. Handlungen am Altar können nicht mehr vortragsbegleitend vorgenommen werden.